# سعيد دغاي
سعيد دغاي هو لاعب كرة قدم مغربي سابق من مواليد 14 يناير 1964، شارك مع المنتخب المغربي في كأس العالم لكرة القدم 1994 .

## روابط خارجية
- سعيد دغاي على موقع الاتحاد الدولي (مؤرشف)  (الإنجليزية)
- سعيد دغاي على موقع قاعدة بيانات كرة القدم.إي يو (الإنجليزية)
- سعيد دغاي على موقع ناشيونال فوتبول تيمز (الإنجليزية)